# Paul Schockemöhle
 (février 2019).
Si vous disposez d'ouvrages ou d'articles de référence ou si vous connaissez des sites web de qualité traitant du thème abordé ici, merci de compléter l'article en donnant les références utiles à sa vérifiabilité et en les liant à la section « Notes et références ».
Paul Schockemöhle est un cavalier allemand de saut d'obstacles, né le 22 mars 1945 à Mühlen, en Allemagne. Il est le frère d’Alwin Schockemöhle, autre grand cavalier allemand.
Paul Shockemöhle est désormais éleveur, et fut plusieurs fois entraîneur de champions allemands, comme Meredith Michaels-Beerbaum.

## Palmarès mondial
- 1976 : médaille de bronze par équipe aux Jeux olympiques de Montréal au Canada avec Agent.
- 1981 : médaille d'or en individuel et par équipe aux championnats d'Europe de Munich en Allemagne avec Deister
- 1983 : médaille d'or en individuel aux championnats d'Europe de Hickstead en Grande-Bretagne avec Deister
- 1984 : médaille de bronze par équipe aux Jeux olympiques de Los Angeles aux États-Unis avec Deister
- 1985 : médaille de bronze par équipe et médaille d'or en individuel aux championnats d'Europe de Dinard en France avec Deister